# Because I Got High
"Because I Got High" je pjesma američkog glazbenika Afromana s istoimenog studijskog albuma, nominirana za nagradu Grammy. Pjesma je donijela popularnost Afromanu nakon što je cirkulirala internetom, te objavljena u jednoj radijskoj emisiji. Nakon uspjeha pjesme, potpisao je za Universal Records.

## O pjesmi
U pjesmi, Afroman govori o raznim nevoljama koje su mu se dogodile zbog konzumacije marihuane. Najprije nije položio ispit na fakultetu, ostao je bez posla, propustio je ročište na sudu zbog neplaćanja alimentacije, imao je prometnu nesreću jer je bježao od policije, izgubio je automobil na kockanju, napustila ga je cura, te je postao beskućnik.
Videspot za pjesmu režirao je Kevin Smith. Također, pjesma se nalazi na glazbi za filmove Jay i Silent Bob uzvraćaju udarac, Savršeni učinak i Paranoja. 

## Prerada pjesme
Afroman je 2009. godine napravio preradu pjesme s novim riječima za svoj album Frobama Head of State.

## Top liste
| Top lista                             | Pozicija |
| ------------------------------------- | -------- |
| Australija                            | 1        |
| Austrija                              | 20       |
| Francuska                             | 2        |
| Danska                                | 1        |
| Nizozemska                            | 3        |
| Italija                               | 9        |
| Finska                                | 6        |
| Rumunjska                             | 35       |
| Norveška                              | 1        |
| Novi Zeland                           | 1        |
| Švedska                               | 3        |
| Švicarska                             | 2        |
| SAD Billboard Hot 100                 | 13       |
| SAD Billboard Hot R&B/Hip-Hop Singles | 40       |
| SAD Billboard Rhythmic Top 40         | 6        |
| SAD Billboard Hot Rap Singles         | 19       |
| SAD Billboard Hot Modern Rock Tracks  | 17       |
| SAD Billboard Top 40 Tracks           | 18       |
| SAD Billboard Top 40 Mainstream       | 25       |
| UK Singles Chart                      | 1        |